# Otto Deneke
Otto Deneke (* 20. Februar 1875 in Adelebsen; † 10. Juli 1956 in Göttingen) war ein deutscher Rechtsanwalt, Kommunalpolitiker, Kulturhistoriker und Bibliophiler.

## Leben
Otto Deneke studierte ab 1893 Rechtswissenschaft an der Georg-August-Universität Göttingen. Mit einer Doktorarbeit zum Erneuerungsschein wurde er dort zum Dr. iur. promoviert. Nach Ablegung beider Staatsexamen in Göttingen 1901 zur Rechtsanwaltschaft zugelassen, war er bis 1940 als Rechtsanwalt und Syndikus tätig. Er war für sein Repetitorium für Juristen bekannt. Danach wirkte er nur noch als Privatgelehrter. Seine frühen Neigungen zur Bibliophilie dokumentierte er bereits 1909 durch die Veröffentlichung eines Versteigerungskatalogs seiner Privatbibliothek.
Er engagierte sich in Göttingens Kommunalpolitik und war von 1909 bis 1912 Bürgervorsteher der Stadt. Vor dem Ersten Weltkrieg befasste er sich hauptsächlich mit der Goetheforschung und galt als Kenner Goethescher Drucke. In der Novemberrevolution 1918 wurde er als Vertreter der Soldaten in den Arbeiter- und Soldatenrat der Stadt Göttingen gewählt. Von 1918 bis 1933 war er überwiegend als privater Repetitor für Göttinger Studierende der Rechtswissenschaften tätig.
Bekannt wurde Deneke durch seine vielfältige publizistische Tätigkeit in den Bereichen Literaturgeschichte, der Göttinger Lokalgeschichte und der Universitäts- und Studentengeschichte. Er veröffentlichte die Göttinger Nebenstunden, von denen zwischen 1922 und 1950 insgesamt 20 Hefte im Selbstverlag erschienen und war sowohl in der Göttinger Zeitung wie im Göttinger Tageblatt und deren Beilagen durchgängig ein regelmäßiger Beiträger von feuilletonistischen Artikeln seiner Interessengebiete. Deneke gehört zu den Begründern der Lichtenberg-Forschung. Er war Gründer der Graetzel-Gesellschaft in Göttingen, deren Nachrichten er im Rahmen seiner Göttinger Nebenstunden als Nachrichten von der Graetzel-Gesellschaft zu Göttingen herausgab, und der Goethe-Gesellschaft. Nach dem Zweiten Weltkrieg ließ seine Schaffenskraft gesundheitsbedingt stark nach. Seine Stammbuchsammlung überließ er dem Städtischen Museum Göttingen. Sein schriftstellerischer Nachlass befindet sich in den Spezialsammlungen der Niedersächsischen Staats- und Universitätsbibliothek Göttingen und ist seit 2001 frei zugänglich.

## Ehrungen

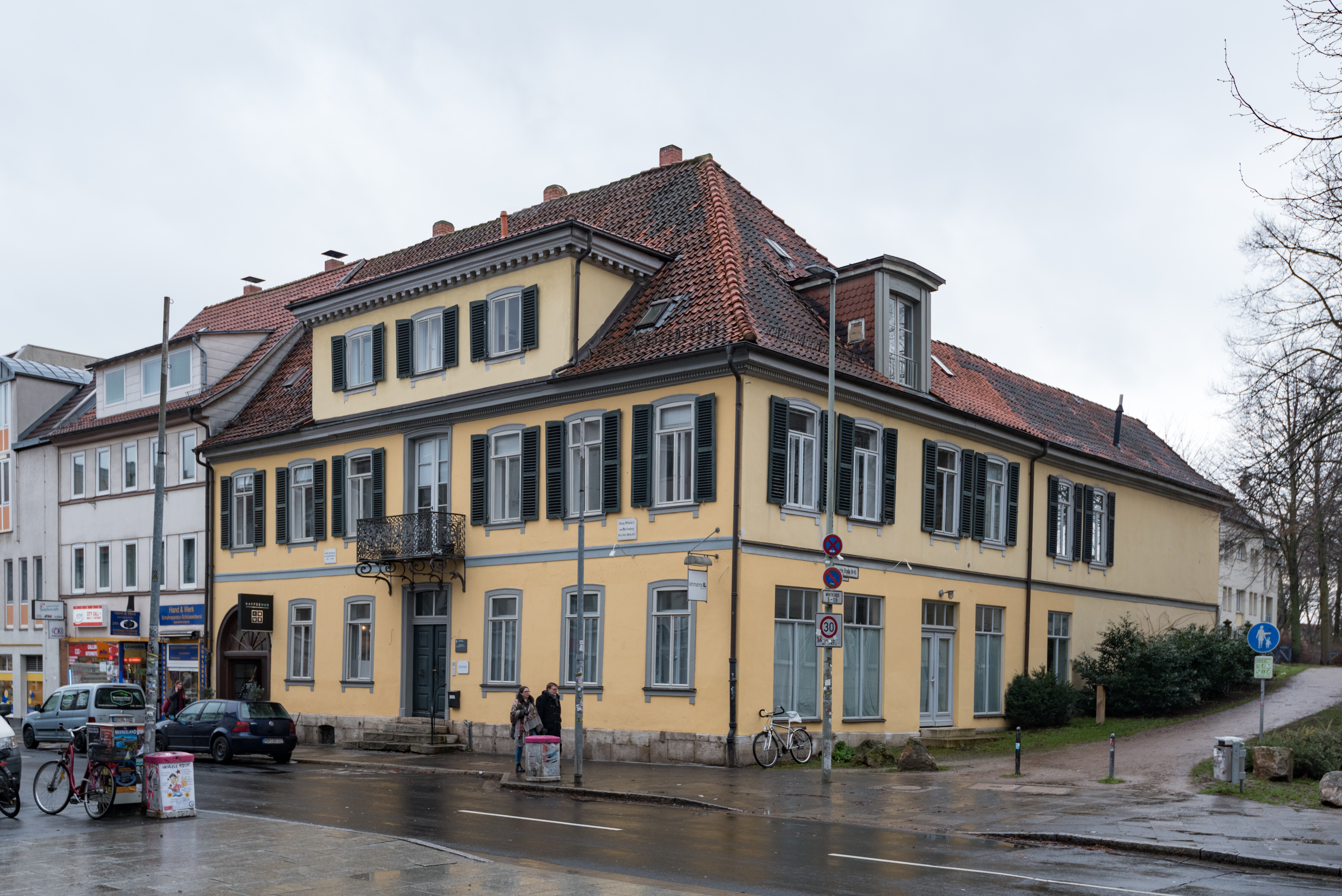
Weender Straße 87

- Göttinger Gedenktafel zum 20. Todestag 1976 am Haus Weender Straße 87 in Göttingen auf Vorschlag des Geschichtsvereins für Göttingen und Umgebung.

## Schriften (Auswahl)
- Der Erneuerungsschein (Talon). Fischer, Jena 1901 (Göttingen, Univ., Jur. Diss., 1901).

- Koromandel-Wedekind der Dichter des Krambambuli-Liedes. Selbstverlag, Göttingen 1922 (Göttingische Nebenstunden; 1).

- Lessing und die Possen: 1754. Weissbach, Heidelberg 1923 (Stachelschriften, Neue Reihe; 1).

- Schelmuffsky: ein Vortrag. Göttingen 1927 (Göttingische Nebenstunden; 3).

- Göttinger Theater im achtzehnten Jahrhundert. Deneke, Göttingen (Göttingische Nebenstunden; 8).
- Franz Eichhorn der Vandale. Studenten-Leben in napoleonischer Zeit. Deneke, Göttingen 1931 (Göttingische Nebenstunden; 9).
- Robinson Crusoe in Deutschland: die Frühdrucke 1720–1780. Deneke, Göttingen 1934 (Göttingische Nebenstunden; 11).

- Die westphälische Landsmannschaft zu Göttingen 1787–1812. Selbstverlag, Göttingen 1935 (Göttingische Nebenstunden; 13).
- Alte Göttinger Landsmannschaften. Urkunden zu ihrer frühesten Geschichte (1737–1813) (= Vorarbeiten zur Geschichte der Göttinger Universität und Bibliothek Heft 23). Vandenhoeck & Ruprecht, Göttingen 1937.
- mit Fritz Scheidemann: Göttinger Stammbuch-Kupfer. Deneke, Göttingen 1938 (Göttingische Nebenstunden; 16).
- Aus Göttingen und Weimar: kleine Funde und Geschichten. Göttingen 1938 (Göttingische Nebenstunden; 17).
- Göttinger Studenten-Orden, Göttingen 1938 (Göttingische Nebenstunden; 18).
- Lichtenbergs Leben, Band 1. Heimeran, München 1944 (einziger erschienener Band).
- Die sieben Töchter des Göttinger Leggemeisters. Selbstverlag, Göttingen 1950 (Göttingische Nebenstunden; 20).